# Todos
A Todos az LGT Spanyolországban megjelent magyar nyelvű válogatásalbuma. A számok a Mindig magasabbra, a Locomotiv GT V, a Mindenki és kislemezekről származnak, csak a címei melyek nem magyarul vannak ráírva a lemezre. A borító a Mindenki lemez borítója alapján készült.
A lemezzel egyidőben a Tantas cosas que no queria és az Una palabra olvidada megjelent kislemezen is.
1. Tantas cosas que no queria (Annyi mindent nem szerettem)
2. Esta plaza (Miénk itt a tér)
3. Nuestro circo (Miénk ez a cirkusz)
4. Contigo, solo contigo (Veled, csak veled)
5. Todo tipo de gente (Mindenféle emberek)
6. Una palabra olvidada (Egy elfelejtett szó)
7. Mira el loco (Nézd, az őrült)
8. Todos (Mindenki)
9. Anuncios (Hirdetés)